# Jesse Lumsden
Jesse Lumsden (Edmonton, 3 de agosto de 1982) es un deportista canadiense que compitió en bobsleigh en las modalidades doble y cuádruple.
Ganó dos medallas de plata en el Campeonato Mundial de Bobsleigh, en los años 2012 y 2017. Participó en tres Juegos Olímpicos de Invierno, ocupando el quinto lugar en Vancouver 2010 (en doble y en cuádruple), el séptimo en Sochi 2014 (doble) y el sexto en Pyeongchang 2018 (cuádruple).

## Palmarés internacional
| Campeonato Mundial | Campeonato Mundial           | Campeonato Mundial | Campeonato Mundial |
| Año                | Lugar                        | Medalla            | Prueba             |
| ------------------ | ---------------------------- | ------------------ | ------------------ |
| 2012               | Lake Placid (Estados Unidos) | Medalla de plata   | Doble              |
| 2017               | Königssee (Alemania)         | Medalla de plata   | Doble              |